# Cynthia Bendlin
Cynthia Bendlin, là nhà hoạt động người Paraguay chống lại nạn buôn người xuyên quốc gia. Bắt đầu từ năm 2008, cô là chỉ huy trưởng đi đầu của Chiến dịch thông tin chống buôn người di cư ở biên giới các quốc gia Nam Mỹ, bao gồm Argentina, Brazil và Paraguay. Cô cũng đã lãnh đạo các chương trình hội thảo/tọa đàm về giải pháp chung để chống lại buôn người ở các quốc gia Argentina, Brazil và Paraguay. Các nỗ lực của Bendlin và gia đình cô, đã phải đối mặt với các mối đe dọa do công việc của cô chống lại nạn buôn người và cô đã bị buộc phải di chuyển nhiều lần để an toàn, để tiếp tục đấu tranh.
Bendlin đã nhận được Giải thưởng Phụ nữ Can đảm Quốc tế năm 2008. Trong buổi tiệc trao giải thưởng này, cô tuyên bố, Giải thưởng này không dành cho chúng tôi; nó dành cho tất cả chúng ta đang đấu tranh chống lại nạn buôn người.”  Bên cạnh đó, Cô cũng nhận được giải thưởng của Ruby từ Soroptimist Millenium Club International vào năm 2013.
Nạn buôn người cũng trở thành vấn nạn ở Việt Nam. Các kinh nghiệm từ Bendlin và tổ chức của cô từ Nam Mỹ trở thành kinh nghiệm quan trọng để Chính phủ Việt Nam tìm kiểm giải pháp để chống lại nạn buôn người xuyên quốc gia, vốn diễn biến phức tạp trong thời gian qua. Các nỗ lực chung của nhiều nước được ghi nhận bằng Ngày quốc tế chống nạn buôn người, được tổ chức thường niên vào ngày 30 tháng 7 hàng năm.